# Bo Persson
Bo Persson (Gävle, 1948. július 15. –) svéd nemzetközi labdarúgó-játékvezető, asszisztens.

## Pályafutása

### Nemzetközi szolgálat
A Svéd labdarúgó-szövetség Játékvezető Bizottsága (JB) 1990-ben terjesztette fel nemzetközi játékvezetőnek, majd a partbírónak, a Nemzetközi Labdarúgó-szövetség (FIFA) partbíróinak keretébe. Több nemzetek közötti válogatott és klubmérkőzésen szolgálta a labdarúgást játékvezetőként, tartalék bíróként, partbíróként. Az aktív nemzetközi partbíráskodástól 1993-ban a FIFA 45 éves korhatárát elérve búcsúzott.

#### Nemzetközi játékvezetés
Vezetett mérkőzéseinek száma: 1.
| Időpont         | Helyszín                     | Mérkőzés típusa | Mérkőzés       | Eredmény | Nézők száma |
| --------------- | ---------------------------- | --------------- | -------------- | -------- | ----------- |
| 1990. június 6. | Lerkendal Stadion, Trondheim | előkészületi    | Norvégia–Dánia | 1 : 2    | 8 035       |

#### Európa-bajnokság
Partbírói mérkőzéseinek száma: 1.
| Időpont          | Helyszín                     | Mérkőzés típusa        | Mérkőzés         | Játékvezető | Eredmény | Nézők száma |
| ---------------- | ---------------------------- | ---------------------- | ---------------- | ----------- | -------- | ----------- |
| 1992. június 10. | Nya Ullevi Stadion, Göteborg | selejtező (B. csoport) | Hollandia–Skócia | Bo Karlsson | 1 : 0    | 35 720      |